# 미국의 정당
미국의 정당은 미국에 있는 정당을 일컫는다. 미국은 양당제로서 민주당과 공화당이 절대적인 다수를 차지하고 있다. 미국의 양당제는 5단계의 변천을 겪었다.

## 현재
현재 민주당과 공화당의 영향력이 절대적이며 다른 정당이 집권하기 어려운 양당제 국가라고 평가받는다. 그러나, 주 의회 같은 경우에는 주마다 법률이 다르기 때문에 지역정당들이 민주당과 공화당을 제치고 많은 의석을 확보하기도 한다.
이 양대 정당은 미국의 정치계에서 큰 비중을 차지하고 있으며, 많은 상ㆍ하원들과 대통령을 배출하고 있다. 양당은 미국 정치의 시작을 같이 했다고 해도 과언이 아니며, 오랫동안 미국의 정치체계에 많은 영향을 끼쳤다. 양대 정당은 서로 권력을 주고받았으며, 미국의 큰 변화가 일어났을 때 이러한 변화를 따라 변화했다.

## 공화당과 민주당
- 미국 의회 의석 수

| 의석수 | 공화당    | 민주당    | 무소속  |
| ------ | --------- | --------- | ------- |
| 하원   | 211 / 435 | 219 / 435 | 0 / 435 |
| 상원   | 50 / 100  | 48 / 100  | 2 / 100 |

공화당, 민주당 의석 이외의 잔류 의석은 무소속 혹은 공석이다.
- 공화당

미국의 가장 큰 보수주의 우익 정당이다. 티파티 운동의 여파로 이전보다 강경한 보수주의 노선을 걷게 되었다.
- 민주당

미국의 현대자유주의 포괄정당이다.

### 공화당, 민주당 내 분파
미국 공화당과 민주당은 포괄정당의 성격을 가지고 있기 때문에 많은 정치 분파들로 다시 세분화된다.
- 미국 민주당의 분파
  - 콩그레셔널 프로그레시브 코커스 (Congressional Progressive Caucus) - 진보주의, 사회자유주의, 사회민주주의 분파
  - 청견민주 (Blue Dog Democrats) - 자유보수주의 분파
  - 데모크래틱 프리덤 코커스 (Democratic Freedom Caucus) - 진보주의적 자유지상주의 분파
  - 신민주연합 - 제3의 길 분파
- 미국 공화당의 분파
  - 공화당 연구위원회 (Republican Study Committee) - 공화당 내 보수주의 분파
  - 공화당 메인 스트리트 파트너십 (Republican Main Street Partnership) - 중도 보수주의 분파
  - 프리덤 코커스 (Freedom Caucus) - 극우 포퓰리즘 분파
  - 티 파티 코커스 (Tea Party Caucus) - 티 파티 운동 분파
  - 리버티 코커스 (Liberty Caucus) - 보수주의적 자유지상주의 분파

## 정당체계의 역사
민주당과 공화당으로 나뉘게 된 결정적인 계기는 건국 이전부터 유지가 되어왔던 노예제 폐지 문제였다 노예제 폐지를 명분으로 1854년에 창당한 당이 공화당(Republican Party)이다. 공화당은 노예제 폐지를 강력하게 요구하였던 북부를 주요기반으로 활동했다. 노예제 폐지 문제로 당 내 갈등이 심화가 되었던 휘그당은 결국 분열되어서 소멸했고, 민주당은 노예제 존속을 주장하던 남부지역 지지 세력으로 유지했다. 1860년대 이전에 민주당과 휘그당의 양당체제 구조는 현재와 같은 민주당 대 공화당의 경쟁구조로 바뀌었다
남북전쟁에서 연방정부가 승리하면서 노예제를 폐지했고, 남부에는 북부 군대가 상주하여 군정을 실시하게 되었다. 연방정부는 노예제 폐지로 끝나지 않고 흑인에게 투표권을 부여했으며, 남부 백인의 정치활동을 금지하는 등 강력한 정책을 펼쳤다.
공화당은 1896년 선거 이후 1932년까지 장기집권하였으며, 행정부뿐만 아니라 연방 상원과 하원에서도 다수 의석을 장악하면서 공화당이 민주당보다 압도적으로 우위에 있는 정당체계를 유지하였다.
1932년 선거에 승리한 루즈벨트는 뉴딜정책으로 행정부에서 주도적으로 공공사업을 시행하였다. 그리고 안정된 노후생활을 위해 사회보장제도와 저소득층들을 위한 공공 복지제도를 마련하였으며, 노조의 권리보장, 실업수장제도 등 정책을 내놓았다. 루스벨트의 뉴딜정책으로 혜택을 본 도시 저소득층, 빈민, 노동자, 소수인종, 새로운 이민자들이 민주당의 새로운 주요 지지기반이 되었으며, 이후 1990년대까지 민주당은 공화당을 제치고 우위에 섰다.

## 제3 정당
- 전진당

2022년에 창당된 미국의 정당.
- 미국 녹색당

미국의 친환경 생태주의 정당이다.
- 자유당

미국 자유당은 자유지상주의를 이념으로 하는 미국의 정당이다.
경제 부분에서는 미국 공화당과 유사한 노선을 보이나, 사회적인 부분에서는 낙태나 동성애와 관련된 개인적 문제에 찬성한다.

## 공산당
- 미국 공산당

미국의 극좌 마르크스-레닌주의 정당으로, 1919년에 설립되었다.
- 미국 진보노동당

미국의 극좌 마르크스-레닌주의 정당으로, 1961년 미국 공산당 내 반수정주의 인사들이 설립하였다.
- 노동자세계당

미국의 극좌 마르크스-레닌주의 정당으로, 1959년에 설립되었다.
- 사회주의해방당

미국의 극좌 마르크스-레닌주의 정당으로, 2004년 노동자 세계당으로부터 분리되어 설립되었다.

## 군소 정당
- 정의당

미국의 대중주의 사회민주주의 정당으로, 과거 미국 민주당에 사회민주주의자들이 미국 민주당 특유의 우파적인 색깔에 반발하여 만든 중도좌파 정당이다. 민주당의 대안, 진보정당이며, 당수 록키 앤더슨은 대선후보로 나가기도 하였다.
- 미국 자유당 (American Freedom Party)

미국의 백인우월주의 극우 정당이다.
- 미국 보수당

미국의 사회보수주의 우익 정당으로 미국 공화당의 대안정당이다.
- 근로가족당 (Working Families Party)

미국의 진보주의, 사회민주주의 중도좌파 정당이다.
- 청년국제당 (Youth International Party)

미국이 베트남 전쟁을 수행하고 있던 1967년에 반전과 사회 전반의 권위주의 해체를 주장하며 신좌익 세력이 창당한 정당으로 히피와 학생 계층이 대거 참여하였다. 당원은 흔히 '이피(Yippie)'라 불린다. 성문화된 강령이나 구체적인 당내 기구가 존재하지 않으며, 당원들은 각기 공산주의적 아나키즘, 자유지상주의적 사회주의, 그린 아나키즘 등의 사상을 표방한다. 1968년 대선에 돼지인 '피가수스'를 후보로 내세우기도 하였다. 2011년의 월 가를 점령하라 운동에 참여하며 다시 주목을 받고 있다.
- 아메리카당(Amarica party)

일론 머스크가 창립한 새 정당이다.
머스크는 아메리카당이 재정 적자 감소에 중점을 두고 있으며, 당이 재정적으로 보수적이어야 한다고 생각하여 창당했고, SNS에서 신당 창당에 대해서 찬성 지지율이 더 높아 창당했다.

## 지역 정당

### 뉴욕주
- 공화당 뉴욕 주위원회

뉴욕주의 보수주의 정당으로, 미국 공화당에 소속된 지역정당이다.
- 뉴욕주 보수당

### 버몬트주
- 버몬트 진보당

버몬트주의 자유지상적 사회주의 중도좌파 정당이다.

## 기타 정당
- 국가사회주의운동 - 파시즘 정당
- 자유연합당 - 민주사회주의 정당
- 금주당

## 같이 보기
- 적색주와 청색주

1. ↑  상원은 민주당 성향의 무소속임.
2. ↑  Allott, Daniel (2020년 11월 14일). “Biden could lose Georgia Senate races all by himself”. 《The Hill》 (영어). 2020년 11월 16일에 확인함.
3. ↑  Goodnough, Abby; Kaplan, Thomas. “Democrat vs. Democrat: How Health Care Is Dividing the Party”. 《The New York Times》. 2020년 7월 22일에 확인함.